# You Are Not Alone
"You Are Not Alone" foi o segundo single lançado por Michael Jackson como forma de promover o seu álbum HIStory: Past, Present & Future, de 1995. A canção foi escrita por R. Kelly, que passava por dificuldades pessoais. Ele enviou a fita demo para Michael, que decidiu gravar a canção. Jackson achou que a música tinha tudo a ver com o momento que ele estava vivendo, marcado pelas acusações de abuso sexual contra menores e o casamento com Lisa Marie Presley.
A maioria das críticas a "You Are Not Alone" foram positivas, e a canção concorreu simultaneamente a um Grammy e a um American Music Award.

## Videoclipe
O videoclipe da canção foi dirigido por Wayne Isham e começa com muitos paparazzi fotografando Michael.
Em muitas cenas há a presença de Lisa Marie Presley, esposa de Michael na época, em cenas de semi-nudez e extrema intimidade. Não foi apresentada nenhuma sequência de dança no vídeo, algo atípico nos vídeos de Jackson. Lisa Marie, anos depois, afirmou em uma entrevista que se arrepende amargamente de ter feito o vídeo. Há uma edição estendida desse clipe lançada no HIStory on Film, Volume II, onde Michael aparece com um par de asas de anjo. Esse efeito foi planejado para ser lançado na edição comercializada, mas não foi finalizada a tempo do lançamento do vídeo, então só foi possível vê-la dois anos depois, no lançamento da compilação de vídeos.

## Comercialmente
Comercialmente, a canção foi um sucesso e se manteve no Guiness World Records como a primeira canção a estrear em #1 lugar no chart da Billboard, um feito que só seria igualado pouquissímas vezes no futuro. Em 2007, um tribunal julgou R. Kelly como culpado da acusação de ter plágiado You Are Not Alone. Entretanto, o veredito e suas consequências só são reconhecidos na Bélgica. Foi o último single de Michael a atingir o topo da Billboard Hot 100.

## Influência
- Diana Ross, a inspiradora de Michael Jackson, regravou a música em 1996.
- A música Lonely do cantor Akon, que tem como tema a mesma coisa que You Are Not Alone, teve seu videoclipe inspirado no vídeo da música de Jackson. Akon assim como Michael canta em um teatro para uma platéia vazia.
- Os finalistas do programa X-Factor de 2009, gravaram uma versão cover da música em tributo ao Rei do Pop recém falecido.

## Desempenho nas paradas musicais
| Parada musical (1995)                        | Posição máxima |
| -------------------------------------------- | -------------- |
| Austrália - ARIA Charts                      | 7              |
| Áustria - Austrian Singles Chart             | 2              |
| Bélgica - Belgian (Flanders) Singles Chart   | 3              |
| Bélgica - Belgian (Wallonia) Singles Chart   | 1              |
| Canadá - Canadian Singles Chart              | 2              |
| Países Baixos - Dutch Top 40                 | 6              |
| Finlândia - Finnish Singles Chart            | 10             |
| França - SNEP                                | 1              |
| Irlanda - Irish Singles Chart                | 1              |
| Itália - Italian Singles Chart               | 3              |
| Nova Zelândia - RIANZ                        | 1              |
| Noruega - Norwegian Singles Chart            | 9              |
| Espanha - Spanish Singles Chart              | 1              |
| Suécia - Swedish Singles Chart               | 2              |
| Suíça - Swiss Singles Chart                  | 1              |
| Reino Unido - UK Singles Chart               | 1              |
| Estados Unidos - Billboard Hot 100           | 1              |
| Parada musical (2009)                        | Posição máxima |
| Dinamarca - Danish Singles Chart             | 33             |
| França - French Digital Singles Chart        | 19             |
| Nova Zelândia - New Zealand Singles Chart    | 12             |
| Suécia - Swedish Singles Chart               | 37             |
| Suíça - Swiss Singles Chart                  | 16             |
| Reino Unido - UK Singles Chart               | 35             |
| Estados Unidos - Billboard Hot Digital Songs | 17             |

## Versão de Diana Ross
No ano seguinte, 1996, "You Are Not Alone" foi regravada pela cantora de soul e R&B Diana Ross. A canção integra o álbum Voice of Love.